# Musication Berufsfachschule für Musik

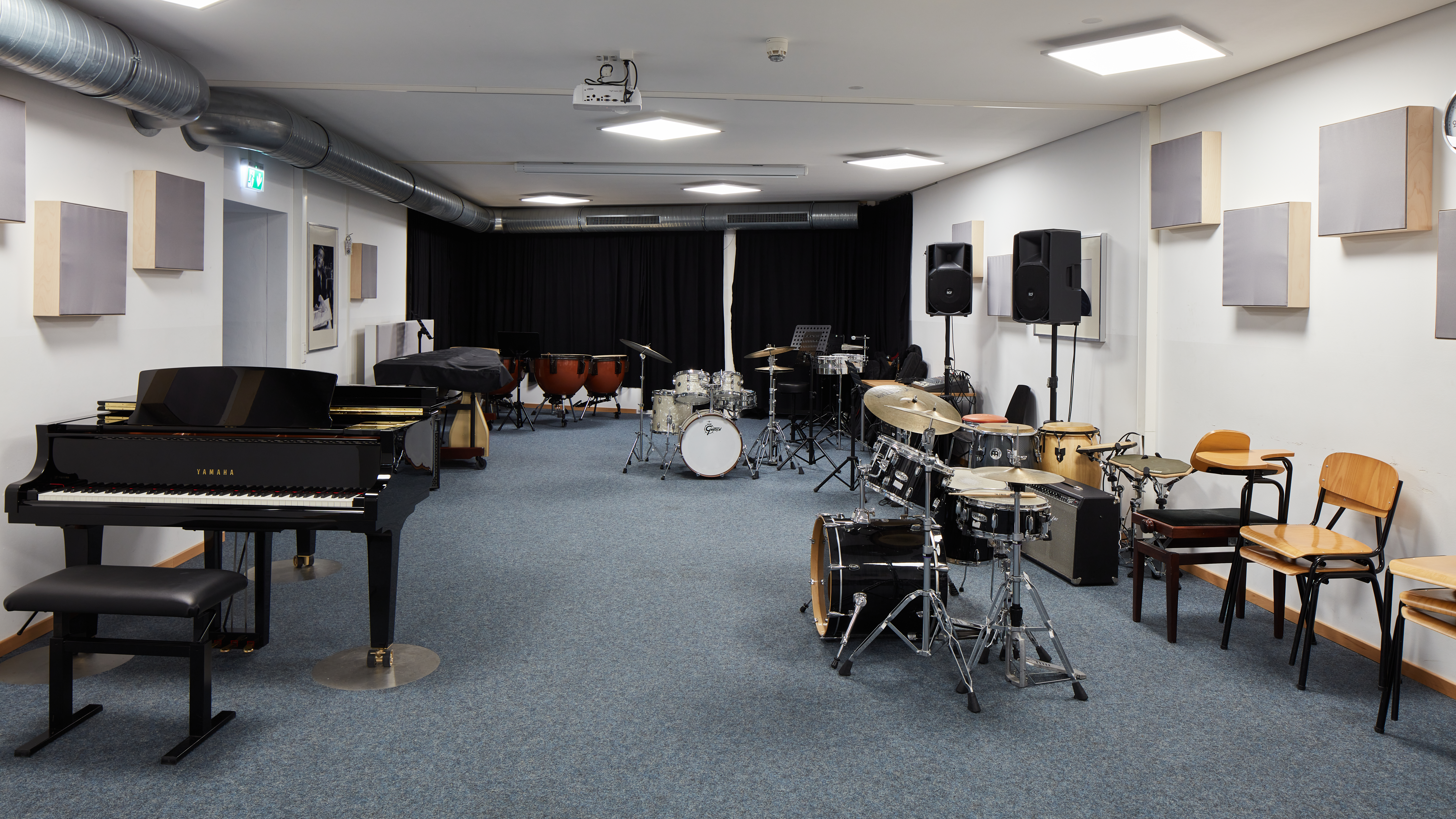
Probensaal der Musication Berufsfachschule für Musik

Die Musication Berufsfachschule für Musik ist eine staatlich anerkannte Berufsfachschule für Musik mit Sitz in Nürnberg.

## Geschichte
Seit dem Jahr 1977 gibt es in Bayern Berufsfachschulen für Musik. Ihre Gründung vollzog sich vor dem Hintergrund eines Aufschwungs der Laienmusik und der Notwendigkeit, qualifizierte Ensembleleiter und Chorleiter auszubilden. In jedem bayerischen Regierungsbezirk wurde eine staatliche Berufsfachschule für Musik gegründet.
In Erweiterung der bereits bestehenden Musikschule initiierten din Musikpädagogen Werner Steinhauser und Florian Bührich im Jahr 2005 Musication als eine private Berufsfachschule für Musik. 2010 erhielt sie ihre staatliche Anerkennung.
Die Berufsfachschule Musik in Nürnberg ermöglicht in einer zweijährigen Ausbildung den Abschluss zum staatlich geprüften Ensembleleiter bzw. in den Fachrichtungen Klassik und Rock, Pop, Jazz sowie nach einem dritten Ausbildungsjahr den Erwerb der Lehrbefähigung als Musiklehrer an Sing- und Musikschulen. Zugleich kann die zweijährige Ausbildung der erste Teil der insgesamt vierjährigen Fachlehrerausbildung für Grund-, Förder- und Realschulen sein. Die Ausbildung an der Berufsfachschule Musik kann außerdem auf ein Studium an einer Musikhochschule vorbereiten.

## Unterrichtsfächer
Die Ausbildung an einer Berufsfachschule bietet eine Grundlage für unterschiedliche Musikberufe und kann eine Ergänzung für Tätigkeiten in musikverwandten Berufen (z. B. Tonträgerindustrie, Ton- und Veranstaltungstechnik, Musikverlag, Musikinstrumentenbau etc.) sowie erzieherischen Berufen sein.
Im Bereich Klassik werden folgende Hauptfächer angeboten: Gesang, Gitarre, Horn, Klavier, Kontrabass, Klarinette, Querflöte/Traversflöte, Posaune, Saxophon, Schlagzeug, Trompete, Tuba, Tenorhorn, Violine, Violoncello. Die Hauptfächer im Bereich Rock/Pop/Jazz sind: Bass, Drums und Percussion, Gesang, Gitarre, Klavier/Keyboard, Mallets (Vibraphon/Marimba), Querflöte, Posaune, Saxophon, Trompete. Hinzu kommen Pflichtfächer von Arrangement über Musikgeschichte bis hin zu Unterrichtsmethodik.

## Ausbildungsgänge
- Fachrichtung Klassik (Klassische Instrumente und Gesang)
- Fachrichtung Rock/Pop/Jazz
- Pädagogisches Aufbaujahr
- Künstlerisches Aufbaujahr

## Abschlüsse
- Staatlich geprüfte/r Ensembleleiter*in in der Fachrichtung Klassik oder Rock/Pop/Jazz
- Fachlehrer*in für Musik in Grund-, Haupt-, Förder- und Realschulen (in Verbindung mit dem Staatsinstitut Ansbach)
- Lehrbefähigung für Sing- und Musikschulen durch das Pädagogische Aufbaujahr
- mittlerer Bildungsabschluss
- Künstlerisches Aufbaujahr